# Atrapados en el congelador
Atrapados en el congelador (título original: SpongeBob's Truth or Square) es una película de televisión de comedia hecha para televisión de 2009 y un episodio de una hora de duración de la serie de televisión animada estadounidense Bob Esponja que se produjo como los episodios 123 y 124 de la serie. El especial se emitió originalmente en Nickelodeon en Estados Unidos el 6 de noviembre de 2009, celebrando el décimo aniversario de la serie de televisión. Esta es la segunda película para televisión de Bob Esponja, después de SpongeBob's Atlantis SquarePantis. Su animación fue dirigida por el director supervisor Alan Smart, Andrew Overtoom y Tom Yasumi.
En el especial, Bob Esponja y sus amigos quedan encerrados accidentalmente dentro del Krusty Krab el día de la celebración de su «undécimo séptimo aniversario». Mientras se arrastran por el sistema de ventilación tratando de escapar, recuerdan recuerdos compartidos a través de momentos retrospectivo. Mientras tanto, Parche el Pirata está celebrando un espectáculo televisivo y está esperando que Bob Esponja se presente, pero sin respuesta, Parche se dirige a Fondo de Bikini en un ataque de rabia.
Atrapados en el congelador fue escrito por Luke Brookshier, Nate Cash, Steven Banks y Paul Tibbitt. Las estrellas invitadas incluyen a Rosario Dawson, Eddie Deezen, Triumph the Insult Comic Dog, LeBron James, Tina Fey, Will Ferrell, Craig Ferguson, Robin Williams y P!nk, con Ricky Gervais haciendo un cameo de voz no acreditado como narrador. Tras su lanzamiento, el especial atrajo a aproximadamente 7,7 millones de espectadores, pero recibió críticas mixtas por parte de los críticos; aunque algunos en general hablaron positivamente de los principales segmentos animados del especial, la mayoría criticó los segmentos de Parche el Pirata, que fueron descritos como aburridos y de relleno.

## Trama
Bob Esponja se despierta una mañana y se da cuenta de que el Krusty Krab está celebrando su «undécimo séptimo» aniversario. Recuerda su primera visita al Krusty Krab y le cuenta todo a su mascota, el caracol Gary. Bob Esponja luego se va al restaurante, pero tan pronto como sale de su casa, se topa con la parte trasera de una larga fila de clientes que esperan para entrar. Bob Esponja salta encima de todos los clientes en la fila y finalmente llega al Krusty Krab.
Mr. Krabs les dice a Bob Esponja y Calamardo que la celebración del aniversario será la oportunidad perfecta para que Plankton robe la fórmula de Cangreburger. Para evitar que Plankton entre, Mr. Krabs ha contratado a Patricio Estrella como guardia de seguridad, para no tener que pagar por uno de verdad. Bob Esponja decora espectacularmente el Crustáceo Cascarudo con ketchup, papel higiénico y mostaza. Cuando le muestra a Patricio, Calamardo y Mr. Krabs una escultura de hielo de Cangreburger que él mismo hizo, accidentalmente quedan atrapados dentro del congelador durante un intento fallido de sacar la escultura afuera. Mr. Krabs recuerda una salida del congelador a través del sistema de ventilación. Mientras se abren camino a través del laberinto de salidas de aire, recuerdan algunos momentos memorables de sus vidas.
Para salir de las rejillas de ventilación, Bob Esponja moldea a Calamardo, Patricio y Mr. Krabs en un ariete y sale del pozo, solo para descubrir que todos los clientes se han ido después de esperar tanto tiempo sin conseguir comida. Mr. Krabs tiene el corazón roto, pero Bob Esponja logra convocar a todos los clientes mientras canta una canción llamada «O Krusty Krab». Mientras tanto, Plankton encuentra la oportunidad perfecta para robar la fórmula secreta de Cangreburger, pero falla, ya que fue atrapado por Mr. Krabs. A continuación, continúa la celebración del aniversario del «Nigésimo Séptimo».
A lo largo del especial, Parche el Pirata intenta realizar una celebración del décimo aniversario de cuando fundó el club de fans de Bob Esponja e intenta traer al propio Bob Esponja. Cuando le dicen a Parche que Bob Esponja no vendrá, él promete atraparlo por cualquier medio necesario. Viaja a Fondo de Bikini, pero termina siendo devorado por una ballena. Dentro de la ballena, mira algunas cintas antiguas del programa (incluido un tema musical de Calamardo, Patricio y Mr. Krabs) antes de que la ballena lo estornude, enviándolo volando de regreso al estudio, donde sueña con conocer a Bob Esponja. Se despierta y decide que nunca conocerá a su héroe, pero sus invitados le aseguran lo contrario, provocando que vuelva a desmayarse.

## Producción

### Guion y música

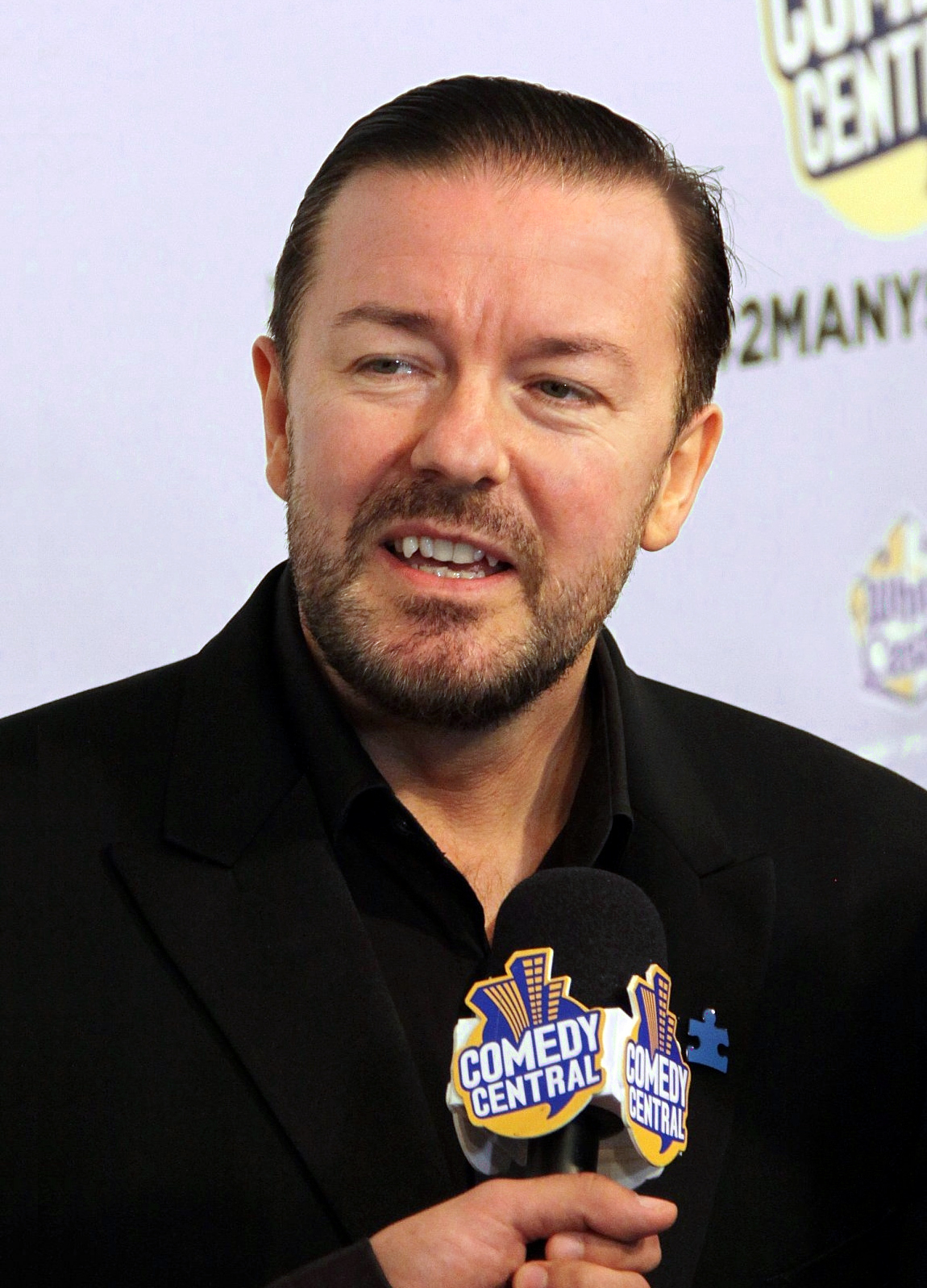
Ricky Gervais narró el especial sin acreditar

Atrapados en el congelador fue escrito por Luke Brookshier, Nate Cash, Steven Banks y Paul Tibbitt. Los escritores han descrito la película para televisión como «al estilo Seinfeld», que parodia los episodios de flashback reciclados que se ven en Seinfeld, Friends y otros programas estadounidenses. La canción destacada, «We've Got Scurvy», fue cantada por la cantante y actriz estadounidense Pink.

### Reparto
Atrapados en el congelador  está protagonizada por la mayoría de los miembros principales del reparto de la serie, incluidos Tom Kenny, Bill Fagerbakke, Rodger Bumpass, Clancy Brown, Mr. Lawrence, Jill Talley y Carolyn Lawrence (los personajes de Mary Jo Catlett y Lori Alan aparecen, pero no hablar). Además del elenco de la serie, cuenta con Rosario Dawson, Eddie Deezen, Craig Ferguson, Will Ferrell, Tina Fey, LeBron James, Triumph the Insult Comic Dog (Robert Smigel) y Robin Williams como actores invitados que aparecen como ellos mismos en las secuencias de acción en vivo, mientras que Ricky Gervais realizó un cameo vocal no acreditado como narrador. El presidente de animación de Nickelodeon, Brown Johnson, dijo: «Durante la última década, Bob Esponja se ha convertido en uno de los personajes más queridos de la historia de la televisión [...] Y estamos emocionados de culminar la celebración del año con este evento especial de aniversario repleto de estrellas».

### Dirigiendo y animando
Andrew Overtoom, director supervisor, Alan Smart y Tom Yasumi fueron los directores de animación del especial, mientras que Luke Brookshier y Nate Cash se encargaron de la dirección del guion gráfico. Este fue el primer episodio de la serie que se produjo en pantalla panorámica 16:9, que luego se usaría en «It's a SpongeBob Christmas!» de la octava temporada antes de cambiar permanentemente en la novena temporada. Fue parte de la celebración del décimo aniversario de la serie.
La secuencia del título de Bob Esponja para el especial se realizó exclusivamente para el décimo aniversario de la serie. Fue animado en animación stop-motion, con Cee Lo Green interpretando el tema. Mark Caballero, Seamus Walsh y Chris Finnegan de Screen Novelties animaron sus títulos de apertura. Finnegan afirmó que el equipo estaba «emocionado» de hacer la secuencia del título porque «la secuencia del título original es muy reconocible y todos la vieron una y otra vez y es genial a su manera». El productor ejecutivo y escritor del episodio, Paul Tibbitt, dijo: «No sólo queremos volver a dibujarla [la secuencia del título original], queremos que sea algo especial y diferente [...] Así que pensamos en hacerlo en tres dimensiones [...]». El presidente de animación de Nickelodeon, Brown Johnson, elogió la nueva secuencia del título y dijo que es «¡Genial!». Algunas animaciones tradicionales sobre trozos de papel marrón se entremezclan con el stop-motion.
Tibbitt dijo que la «mayor sorpresa» para él en la nueva secuencia del título fue «el tratamiento de Parche el Pirata al principio», como se ve en una máquina adivina. Mark Caballero, uno de sus animadores, explicó «nuestra idea era que nuestro objetivo era que cuanto más inquietante, mejor porque no creo que exista una máquina adivinadora que no moleste cuando la ves». Tibbitt dijo «fue una gran idea [...] Sólo esperaba tal vez una versión 3D de la pintura, pero obtuvimos algo totalmente diferente y es genial».

## Estreno
En un comunicado de prensa, Nickelodeon anunció oficialmente el «evento» especial el 13 de octubre de 2009. Según la cadena, el especial incluye «la primera visita de Bob Esponja al Krusty Krab cuando era bebé, un comercial de televisión antiguo del restaurante, cómo Bob Esponja encontró su amada casa de piñas y el momento en que Bob Esponja y Arenita se casaron». Antes del anuncio oficial del especial de televisión, Entertainment Weekly dio la noticia al publicar un clip que presenta una escena en la que Bob Esponja y Arenita se casan.
Se emitió originalmente en Nickelodeon en los Estados Unidos el 6 de noviembre de 2009, como uno de los muchos eventos de Bob Esponja que se transmitirán ese año (en abril se presentó «Bob Esponja y la Gran Ola», y julio presentando el maratón «The Ultimate SpongeBob SpongeBash», el documental Square Roots: The Story of SpongeBob SquarePants y doce nuevos episodios).

### Marketing
A finales de 2009, Burger King lanzó juguetes para atar basados en el episodio, presentando a los personajes en forma de bloques. También se lanzó una adaptación del libro del especial, titulado The Great Escape!. El libro fue escrito por Emily Sollinger, publicado por Simon Spotlight/Nickelodeon y lanzado el 8 de septiembre de 2009. También se publicó otro libro relacionado con el especial. El libro titulado Good Times! fue escrito por Erica David, ilustrado por Artifacts Group y publicado por Simon Spotlight/Nickelodeon. ¡Buenos tiempos! se lanzó por primera vez el 8 de septiembre de 2009 y luego se relanzó en 2011.
El 10 de noviembre de 2009 fue lanzado en un DVD recopilatorio del mismo nombre en Estados Unidos y Canadá, el 16 de noviembre de 2009, en la región 2, y el 29 de octubre de 2009, en la región 4. El DVD consta de cinco episodios de la sexta temporada, un corto llamado Behind the Scenes of the SpongeBob Opening y canciones en modo karaoke: «F.U.N.», «Campfire Song» y «We've Got Scurvy». También fue lanzado en la compilación en DVD de la sexta temporada de la serie.

## Recepción

### Audiencia
El estreno de Atrapados en el congelador el viernes 6 de noviembre atrajo a 7,7 millones de espectadores en total, ubicándose como el programa de entretenimiento número uno de la semana en el cable básico. También fue clasificado como el programa número uno de la semana entre niños de los grupos demográficos de 6 a 11 años y de 2 a 11 años.

### Respuesta de la crítica

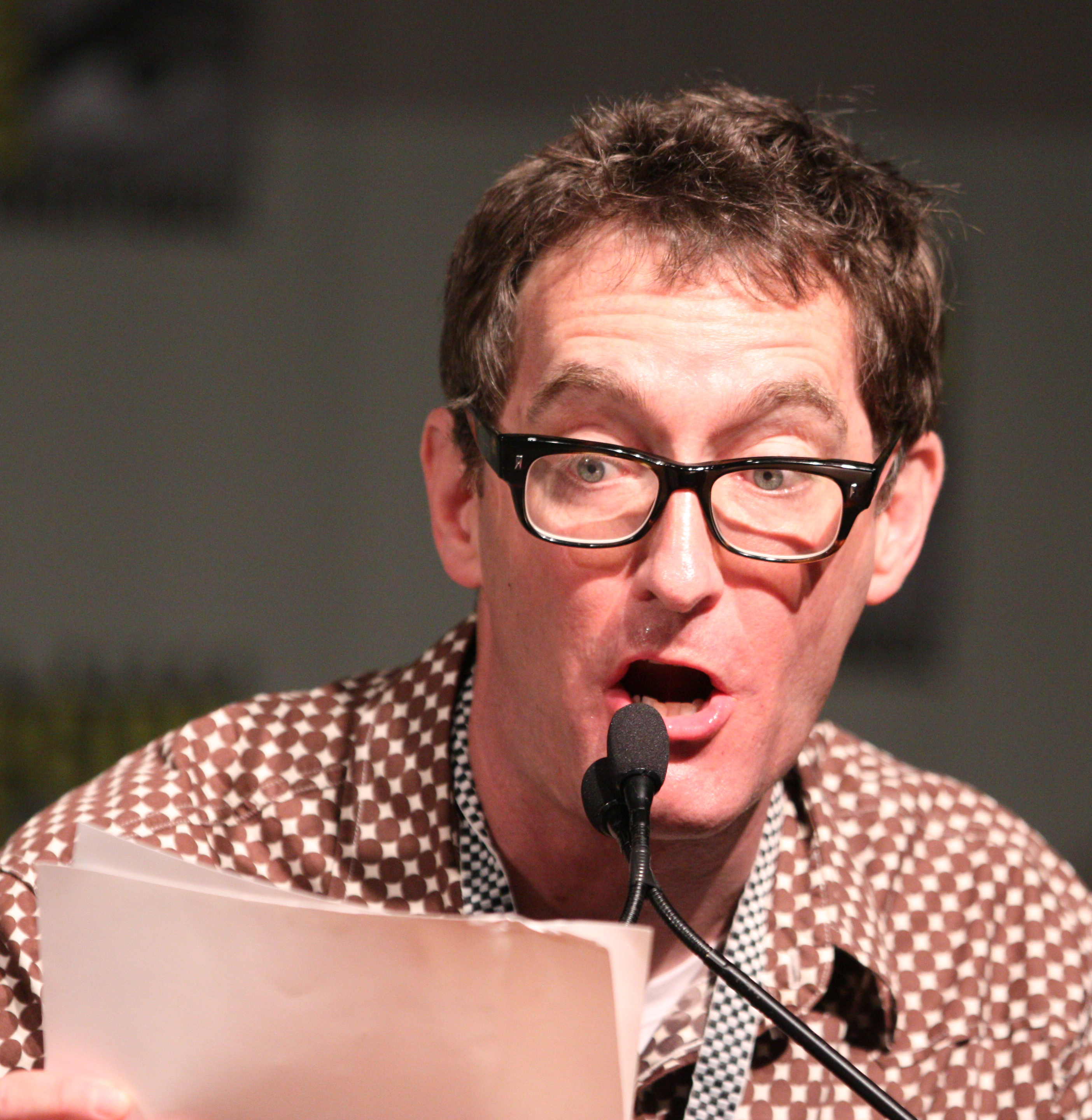
Tom Kenny fue premiado en la 37.ª edición de los premios Annie por su interpretación de la voz del personaje principal.

Atrapados en el congelador recibió críticas generalmente polarizadas de críticos y fanáticos, y fue criticado principalmente debido a los segmentos de Parche el Pirata, y muchos los compararon con los segmentos de «Christmas Who?», «The Sponge Who Could Fly» y «Ugh». Paul Mavis de DVD Talk dijo: «Atrapados en el congelador es una mezcla extraña de algunos momentos animados de Bob Esponja verdaderamente memorables, interrumpidos desafortunadamente por los segmentos, en gran parte aburridos, de Parche el Pirata». Añadió: «Todos esos momentos divertidos en Atrapados en el congelador, junto con el final navideño de Charlie Brown, hacen que uno olvide los segmentos irregulares de Parche en Atrapados en el congelador». Roy Hrab de DVD Verdict le dio al episodio una crítica negativa diciendo «Wow... Este es sin duda el episodio de Bob Esponja más aburrido que he visto en mi vida [...] De hecho, no sucede nada interesante en absoluto. Los interludios de Parche y la dependencia de los cameos simplemente llaman la atención sobre la falta de sustancia del episodio».
José Strike de Animation World Network reaccionó positivamente al especial y escribió: «Atrapados en el congelador es un gran placer; de hecho, estoy tan feliz que creo que me tiraré a la cubierta y me dejaré caer como un pez...». Ian Jane de DVD Talk dijo: «Atrapados en el congelador no es el episodio típico, ya que mezcla una gran cantidad de material de acción en vivo con secuencias animadas más tradicionales con un efecto muy inusual». Añadió «[...]pero hay suficiente aquí en términos de bromas y chistes que incluso si no es un episodio clásico, vale la pena verlo». El presidente de animación de Nickelodeon, Brown Johnson, dijo que el especial es su favorito entre las series. En 2010, Tom Kenny ganó en la 37.ª edición de los premios Annie a la mejor interpretación de voz en una categoría de producción televisiva por su interpretación de la voz de Bob Esponja en el especial.

### Retrospectiva
En una entrevista de octubre de 2023 con Los Angeles Times, Pink expresó su arrepentimiento por interpretar la canción «We've Got Scurvy» utilizada durante el especial, calificándola de «un verdadero error» y afirmó que no lo habría hecho en retrospectiva.

## Videojuego
El videojuego SpongeBob's Truth or Square, que se basó en el especial de televisión de Bob Esponja, fue lanzado para PlayStation Portable, Wii, Xbox 360, y Nintendo DS. El juego fue anunciado por primera vez por THQ el 21 de mayo de 2009 y originalmente se tituló SpongeBob SquarePants: Happiness Squared antes de ser modificado al principio del desarrollo. Fue publicado por THQ, desarrollado por Heavy Iron Studios, y fue lanzado el 26 de octubre de 2009 en Norteamérica.